# Софткор (порнографія)

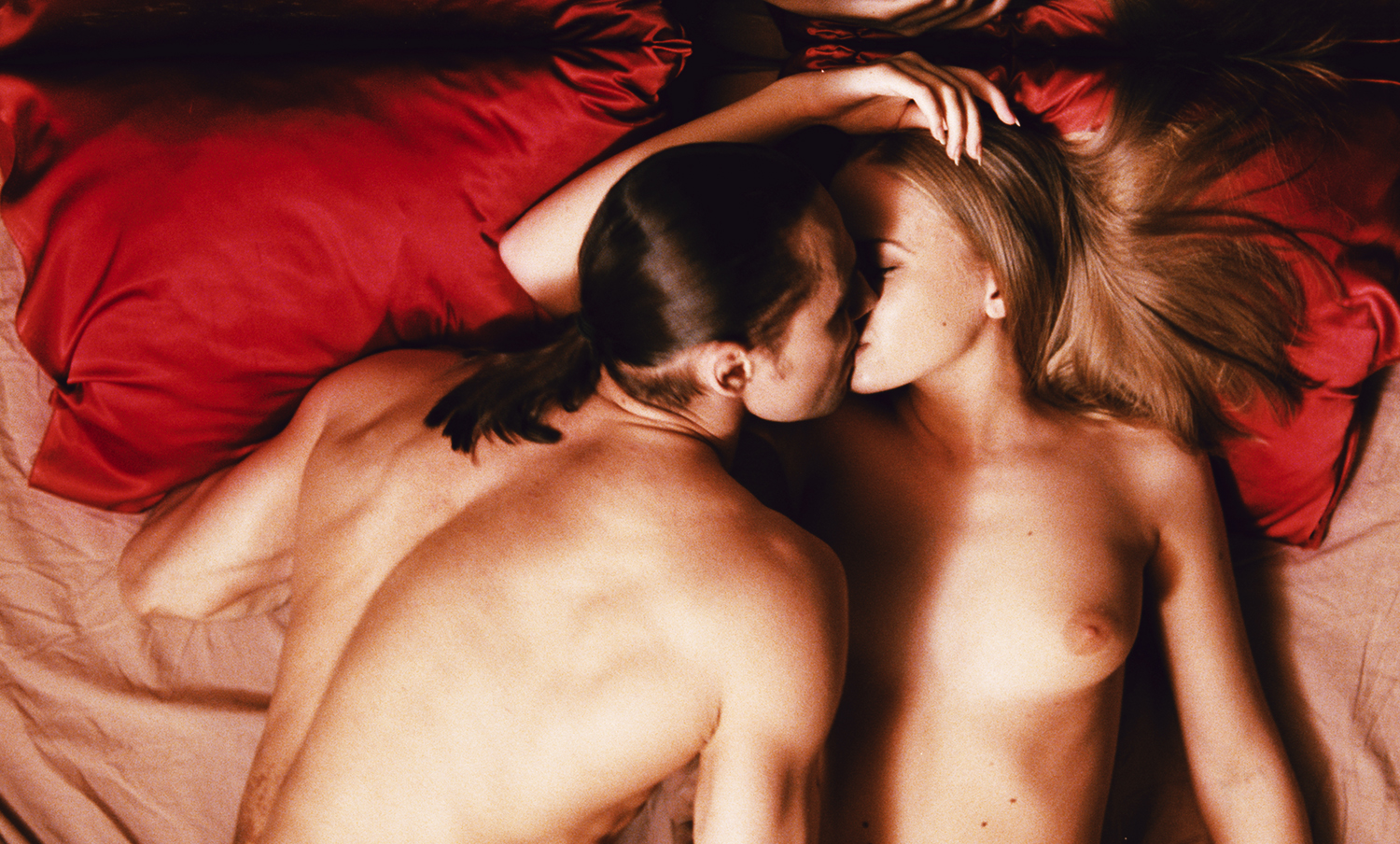

Софткор-порнографія або порноеротика — фото- або відеозйомка, яка має виражений еротичний чи порнографічний ефект. Зазвичай вона менш відверта і нав'язлива, ніж звичайне порно. Містить оголені або напівоголені тіла моделей або акторів, що беруть участь у любовних сценах, і призначений для естетичного і сексуального задоволення.

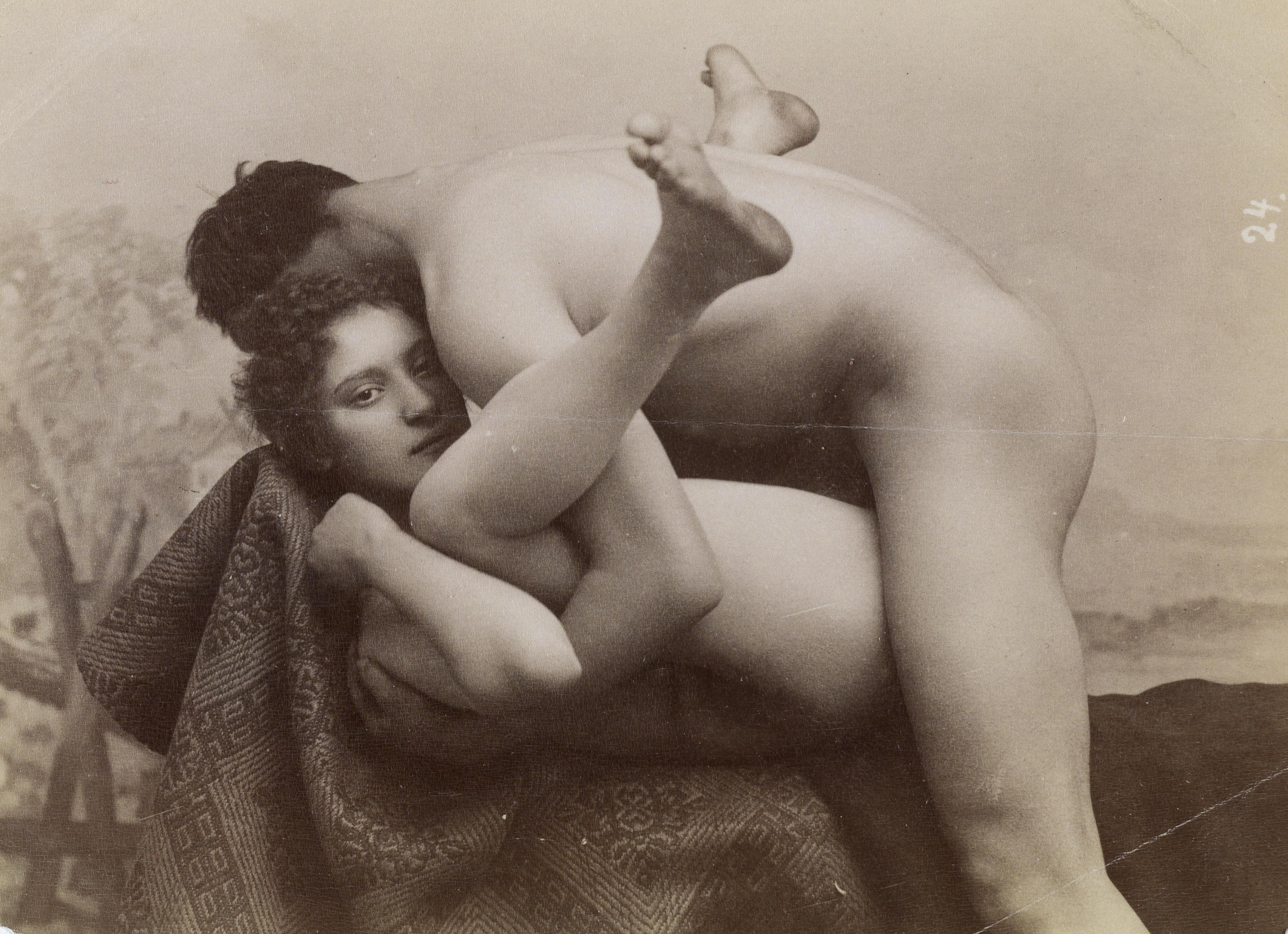

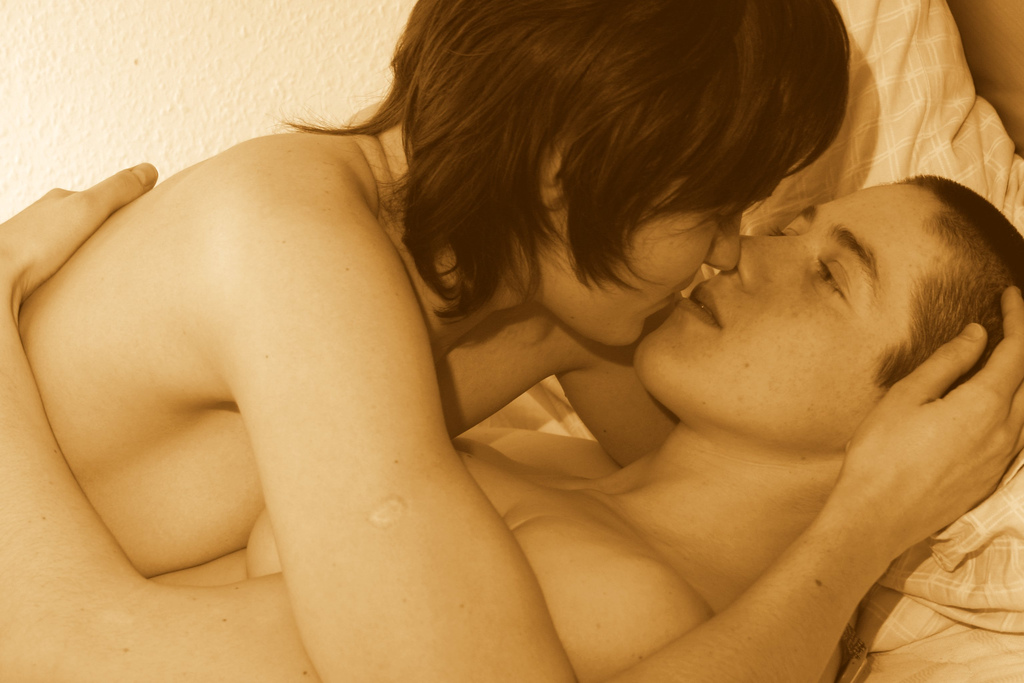